# Stokes-Affäre
Die Stokes-Affäre (englisch: Stokes-Affair, französisch: L'Affair Stokes) auch als Stokes-Lothaire-Zwischenfall bezeichnet, war ein diplomatischer Zwischenfall zwischen Großbritannien und dem Kongo-Freistaat im Jahr 1895. Der diplomatische Konflikt entstand, nachdem Charles Stokes, ein irischer Händler und ehemaliger christlicher Missionar, wegen illegalen Handels im Kongo verhaftet und am 15. Januar 1895 nach lediglich einem Standgerichtsverfahren gehängt wurde. Der für die Hinrichtung verantwortliche belgische Offizier, Hauptmann Hubert Lothaire, war davon überzeugt, dass Stokes im Ostkongo Waffen an arabische und Swahili-Sklavenjäger im Tausch gegen Elfenbein verkauft hatte. Lothaire wurde im Nachhinein von der britischen Öffentlichkeit beschuldigt, Stokes kein ordnungsgemäßes Verfahren gewährt zu haben. Er wurde in Belgien des Mordes angeklagt, aber trotz der öffentlichen Empörung im britischen Empire freigesprochen.
Die Stokes-Affäre mobilisierte die britische öffentliche Meinung gegen den Kongo-Freistaat, dem in einem im Mai 1895 veröffentlichten britischen Bericht ebenfalls systematische humanitäre Übergriffe vorgeworfen wurden. Die Kampagne führte schließlich zur Gründung der Congo Reform Association und letztlich zur Annexion des Freistaats durch Belgien als Belgisch-Kongo im Jahr 1908.

## Die Affäre

### Prozess gegen Charles Stokes
Durch abgefangene Briefe hatte Hubert-Joseph Lothaire, der Befehlshaber der Force Publique, der Streitkräfte des Kongo-Freistaats im Ituri-Feldzug, erfahren, dass Charles Stokes auf dem Weg von Deutsch-Ostafrika in den Kongo war, um Waffen an sansibarische Sklavenhändler in der östlichen Kongo-Region zu verkaufen. Im Dezember 1894 schickte Lothaire Leutnant Josué Henry mit 70 Männern voraus, um Stokes festzunehmen. Henry verhaftete Stokes in seinem Zelt und nutzte die Abwesenheit eines großen Teils seiner Karawane aus, der im Dschungel Feuerholz sammelte und nach Nahrung suchte. Stokes wurde zu Captain Lothaire nach Lindi gebracht, der sofort ein Kriegsgericht einberufen hatte. Stokes wurde für schuldig befunden, Waffen, Schießpulver und Zünder an die afroarabischen Feinde des Freistaats Kongo (darunter Said Abedi, Kilonga Longa und Kibonge) verkauft zu haben. Am 14. Januar 1895 wurde er zum Tode verurteilt und am nächsten Tag gehängt.
Im Nachhinein wurde festgestellt, dass das Verfahren viele Unregelmäßigkeiten aufgewiesen hatte, darunter die Verwendung falscher Aussagen. Es gab kein Strafgesetzbuch, keinen Gerichtsschreiber, das Urteil wurde dem Verurteilten nicht vorgelesen und Stokes hatte kein Recht auf Berufung, was ihm als britischem Staatsbürger eigentlich zugestanden hätte.

### Erste Reaktionen
Für Lothaire war Charles Stokes nichts weiter als ein Krimineller, dessen Hinrichtung völlig gerechtfertigt war. Lord Salisbury, der damalige britische Premierminister, kommentierte, wenn Stokes mit dem arabischen Sklavenhandel im Bunde sei, dann „verdiene er die Hinrichtung“. John Kirk, jahrelang britischer Konsul in Sansibar, bemerkte, dass „er für uns kein Verlust war, obwohl er ein ehrlicher Mann war“. Die Nachricht von Stokes’ Hinrichtung wurde vom britischen Außenministerium zunächst mit Gleichgültigkeit aufgenommen. Als der deutsche Botschafter Thomas H. Sanderson, den ständigen Staatssekretär im Außenministerium, fragte, ob die britische Regierung Schritte in Bezug auf die Hinrichtung dieser „bekannten Persönlichkeit“ zu unternehmen gedenke, schrieb Sanderson: „I do not quite understand why the Germans are pressing us.“ (deutsch: „Ich verstehe nicht ganz, warum die Deutschen uns unter Druck setzen.“)

### Die Stokes-Affäre
Im August 1895 wurde die britische Presse von Lionel Decle, einem Journalisten der Pall Mall Gazette, auf diesen Fall aufmerksam gemacht. Die Presse begann, ausführlich über diese Ereignisse zu berichten. Die Daily News betonte eine „blutrünstige Übereile“ (englisch: „bloodthirsty precipitation“), die Times einen „schmerzhaften und schändlichen Tod“ (englisch: a „painful and disgraceful death“), die Liverpool Daily Post das weitverbreitete „entsetzte Erstaunen der britischen Rasse“ (englisch: „horrified amazement through the British race“) und der Daily Telegraph einen „Tod wie ein Hund“ (englisch: a „death like a dog“) und fügte hinzu: „Haben wir uns alle geirrt, als wir glaubten, dass der dreisteste Ausländer – ganz zu schweigen von einem wilden Häuptling – ein-, zwei- oder sogar dreimal nachdenken würde, bevor er Hand an einen Untertan von Königin Victoria legt?“ (englisch:„Have we all been wrong in believing that the most audacious foreigner — not to speak of any savage chief — would think once, twice and even trice, before he laid hands on a subject of Queen Victoria?“).
Infolgedessen weitete sich der Zwischenfall zu einer internationalen diplomatischen Affäre aus. Gemeinsam übten Großbritannien und das deutsche Reich Druck auf den Freistaat Kongo aus, Lothaire vor Gericht zu stellen, was schließlich im April 1896 auch erfolgte. Ein erster Prozess fand in der Stadt Boma statt. Der Freistaat zahlte den Briten 150.000 Franc und den Deutschen 100.000 Franc Entschädigungen und machte es per Dekret unmöglich, gegen europäische Bürger das Kriegsrecht oder Todesurteile zu verhängen. Stokes’ Leiche wurde seiner Familie übergeben.
Im August 1896 wurde ein Berufungsverfahren vor dem Obersten Gerichtshof in Brüssel abgehalten. Dieser bestätigte das bereits in Boma gefällte Urteil. Lothaire wurde somit zweimal freigesprochen, was den Weg für die Rehabilitierung Lothaires ebnete.
Die Stokes-Affäre mobilisierte die britische öffentliche Meinung gegen den Kongo-Freistaat. Sie beschädigte auch den Ruf des belgischen Königs Leopold II.  als gütiger und wohlmeinender Herrscher. Der Fall trug zur Gründung der Congo Reform Association und zur Annexion des Kongo-Freistaats durch den belgischen Staat im Jahr 1908 bei.